# Yair Shamir
Yair Shamir (Hebreeuws: יאיר שמיר) (Ramat Gan, 18 augustus 1945) is een Israëlische politicus van Jisrael Beeténoe.
Hij is de zoon van wijlen premier Yitzhak Shamir, groeide op in Tel Aviv en diende als piloot, ingenieur en commandant van 1963 tot 1988 in de Israëlische luchtmacht. Hij behaalde tijdens zijn diensttijd een bachelor in elektrotechniek aan het Technion in Haifa en zwaaide af als kolonel.
Shamir jr. vervolgde zijn carrière in het bedrijfsleven, waarin hij tal van leidinggevende functies bekleedde, onder andere in de elektronica-, de telecommunicatie- en de luchtvaartindustrie alsook bij ondernemingen op het gebied van durfkapitaal en hightech. Zo vervulde hij directeursfuncties bij Scitex, Elite Food Industries, Challenge Fund, VCON Telecommunications, Catalyst, Shamir Optical Industry Ltd., El Al, Israel Aerospace Industries, National Roads Company of Israel, Mercury Orckit, Mirabilis, Comfy, Longitudinal, DSP Group en Poalim Capital Markets. Anno 2013/2014 is hij mededirecteur van Commtouch, DSP Group, Cyalume en Selway.
Ook in de publieke sector is hij actief, hij zit in de raad van bestuur van het Technion, de Ben-Gurion Universiteit van de Negev en het Shalem College (een liberal arts college in Jeruzalem) en zet zich in voor Gvahim (laatste focust op het ondersteunen van hoogopgeleide immigranten en is mede door Shamir jr. opgericht).
In mei 2012 werd hij door Avigdor Lieberman, politiek voorman van Jisrael Beeténoe, op de tweede plaats van de ledenlijst van de partij gezet. Na de verkiezingen voor de 19e Knesset kwam hij in 2013 in het parlement terecht, korte tijd later gevolgd door het ministerschap van Landbouw en Landelijke Ontwikkeling in het kabinet-Netanyahu III. Vanwege een meningsverschil met Lieberman over de buitenlandse politiek deed hij niet mee aan de verkiezingen voor de 20e Knesset in maart 2015.
Alhoewel geen voorstander van het overdragen van door Israël gecontroleerd gebied (de Palestijnse Gebieden) aan de Palestijnen, gaat Shamir jr. daar wel mee akkoord als dit noodzakelijk mocht blijken te zijn, zo deelde hij mee in een interview uit 2004, waarin hij ook premier Netanyahu het verwijt maakte te snel voor druk te buigen en te stellen dat Israël datgene moet doen wat ze juist acht, ongeacht wat de wereldgemeenschap daarvan vindt.
Yair Shamir is getrouwd, heeft drie kinderen en woont in Savyon.